# Dirección de Acciones Estratégicas y Tácticas
La Dirección de Acciones Estratégicas y Tácticas (DAET) es una agencia policial venezolana dependiente de la Policía Nacional Bolivariana. Fue inaugurada el 27 de julio de 2022 y es la sucesora de las Fuerzas de Acciones Especiales (FAES). La DAET fue creada después de que las Fuerzas de Acciones Especiales fueran denunciadas por organismos internacionales por ejecuciones extrajudiciales y violaciones graves de los derechos humanos de la población civil, y de que la alta comisionada de Naciones Unidas para los Derechos Humanos, Michelle Bachelet, pidiese la disolución del organismo.
Sin embargo, la Misión Internacional de Determinación de Hechos sobre Venezuela concluyó que la DAET consistía en «la continuación» de las FAES. En su cuarto informe sobre Venezuela, presentado el 20 de septiembre de 2023, la Misión identificó a tres altos funcionarios que pertenecieron al Servicio Bolivariano de Inteligencia (SEBIN) o las FAES, e «involucrados activamente» en torturas y otras graves violaciones a los derechos humanos: José Miguel Domínguez Ramírez, jefe de la organización; Carlos Alberto Calderón Chirinos, director del DAET en ese momento, y Ronny González Montenisos, jefe de investigaciones de la DAET para entonces. Como tal, la Misión solicitó una investigación más exhaustiva del organismo, y señaló que «ambas instituciones tienen funciones similares y utilizan el mismo modus operandi».